# Steneurytion antipodum
Steneurytion antipodum är en mångfotingart som först beskrevs av Pocock 1891.  Steneurytion antipodum ingår i släktet Steneurytion och familjen storjordkrypare. Inga underarter finns listade i Catalogue of Life.